# Borneo Orangutan Survival Foundation
Die Borneo Orangutan Survival Foundation (BOS Foundation) ist eine Stiftung nach indonesischem Recht und eine indonesische Nichtregierungsorganisation. Ihr Zweck ist die Bewahrung der Orang-Utans auf Borneo und ihrer Regenwaldhabitate in Kooperation mit staatlichen Stellen (insbesondere dem indonesischen Forstministerium), der lokalen Bevölkerung und weiteren Akteuren. Der Verwaltungssitz der Stiftung befindet sich in Bogor, Westjava.

## Gründung und Geschichte
1991 wurde das „Orangutan Conservation Project“ von dem aus den Niederlanden stammenden Forstwissenschaftler Willie Smits und anderen gegründet. Nach zwei weiteren Namensänderungen erhielt die Organisation schließlich 2003 den heutigen Namen.
Smits nahm sich 1989 eines verwaisten Orang-Utan-Babys an und pflegte es gesund. Kurze Zeit später wurden ihm weitere Orang-Utan-Jungtiere zur Aufzucht anvertraut, so dass die ursprüngliche Initiative auf eine breitere Basis gestellt werden musste. Mit Hilfe von Kollegen der Regenwaldorganisation Tropenbos, dem Lehrer Peter Karsono, Schülern der internationalen Schule in Balikpapan und weiteren Personen konnte die erste Vorläuferorganisation der heutigen BOS Foundation gegründet werden.
Mit der Ausweitung ihrer Aktivitäten wuchs der Bekanntheitsgrad der BOS Foundation auch international. Im Laufe der Jahre gründeten sich in Australien, Dänemark, Deutschland, Großbritannien, Japan, den Niederlanden, Schweden und der Schweiz jeweils unabhängige Organisationen, die die indonesische BOS Foundation finanziell und ideell unterstützen.

## Arbeitsweise
Die Arbeitsweise beruht im Wesentlichen auf drei Säulen: Rettung, Rehabilitation und (Wieder-)Auswilderung von Orang-Utans. Um Letzteres zu gewährleisten, muss die BOS Foundation darüber hinaus geeignete Waldgebiete für die Tiere sichern; die Organisation trägt somit auch zum Regenwaldschutz bei. Die Stiftung betreibt Aufforstungs- und Kultivierungsaktivitäten, leistet Aufklärungsarbeit im Wassermanagement und Feuerschutz und überwacht Regenwaldgebiete zum Schutz vor Wilderei und illegalem Holzschlag. Die Zusammenarbeit mit der ansässigen Bevölkerung ist ebenfalls unerlässlich, weil ohne deren Einverständnis die ausgewilderten Tiere nicht überleben würden. Die BOS Foundation führt daher verschiedene Bildungsprojekte durch und sorgt für alternative Einkommensquellen.

### Rettungsstationen
Die Stiftung betreibt auf Borneo in Samboja Lestari (Provinz Ost-Kalimantan) und Nyaru Menteng (Provinz Zentral-Kalimantan nahe Palangka Raya) zwei Auffang- und Rehabilitationsstationen für Orang-Utans für insgesamt ca. 800 Tiere (Stand Ende 2014).
Die von der Organisation betriebenen Rettungsstationen dienen dem Schutz und der Rehabilitation von Orang-Utans. Nyaru Menteng wurde 1999 von Lone Drøscher Nielsen und der BOS Foundation gegründet und liegt 28 Kilometer von Palangkaraya, der Hauptstadt von Zentral-Kalimantan, entfernt. Auf einem mehrere Hektar großen Gelände befinden sich unter anderem eine Veterinärklinik, Nachtkäfige, Werkstätten und Spielplätze für Orang-Utans. Die angrenzende Waldschule bereitet junge Orang-Utans auf ihre Auswilderung vor, während im Waldkindergarten sogenannte Babysitterinnen die kleinsten Tiere betreuen.
Samboja Lestari wurde 1991 vom Forstwissenschaftler Willie Smits ins Leben gerufen und ist in Ost-Kalimantan beheimatet. Die Station ist Teil eines Aufforstungsprojekts, das rund 2000 Hektar Land wieder in artenreichen Regenwald verwandeln soll. Neben der Rehabilitation von über 120 Orang-Utans und über 70 Malaienbären dient Samboja Lestari auch als Zentrum für den Schutz und die Wiederherstellung degradierter Ökosysteme. Viele verwaiste Orang-Utan-Babys und Tiere, die in Zoos oder auf Plantagen misshandelt wurden, finden hier ein Zuhause und werden nach Möglichkeit auf ihre Auswilderung vorbereitet.
Beide Stationen bieten Bildungsangebote für Besucher, um das Bewusstsein für den Schutz der bedrohten Orang-Utans und ihrer Lebensräume zu fördern. Die Finanzierung erfolgt hauptsächlich durch Spenden.

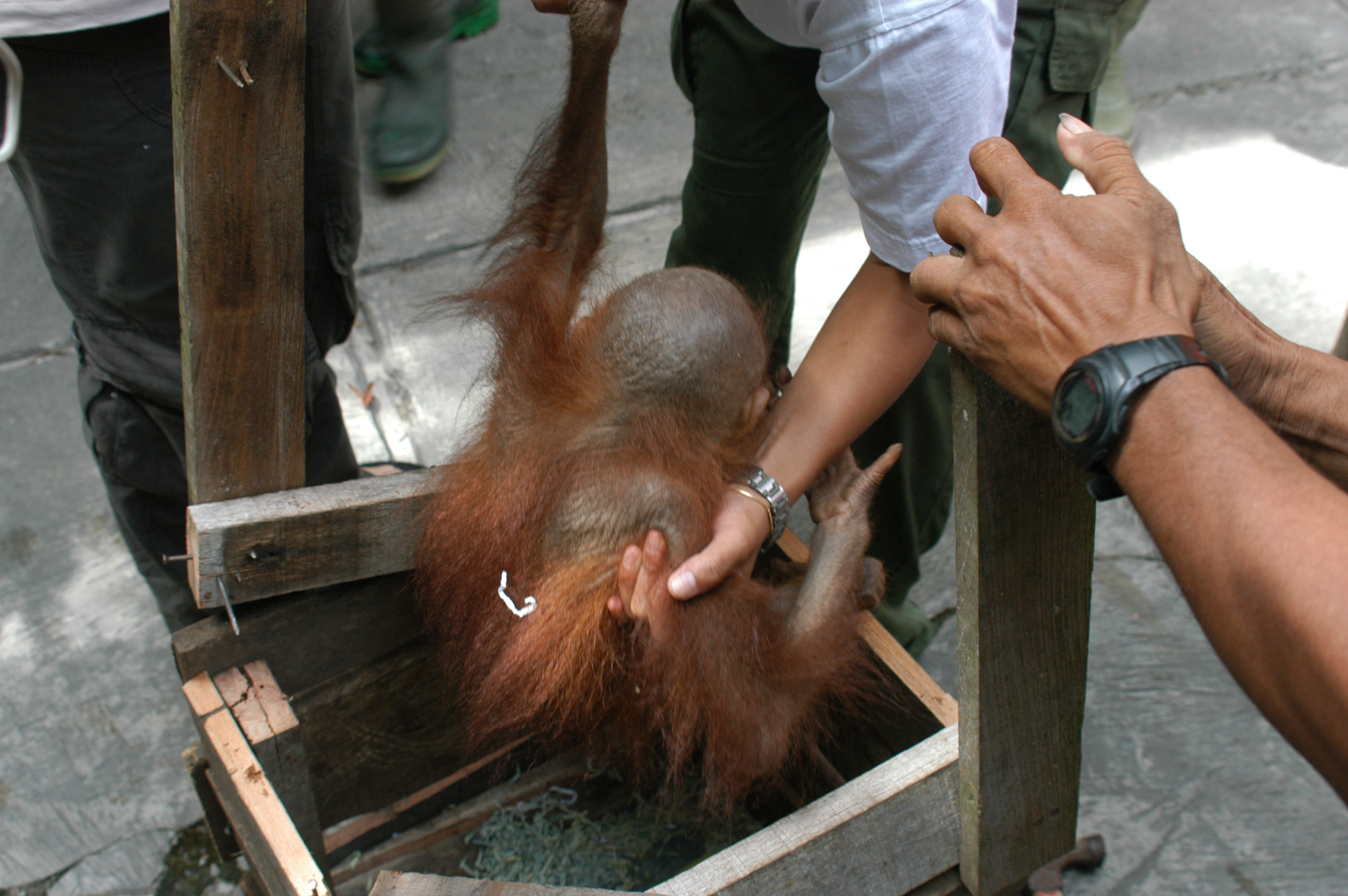
Illegal gehaltener junger Orang-Utan wird konfisziert

Die Wege, auf denen die Orang-Utans zu BOS gelangen, sind unterschiedlich und für die Tiere meist leidvoll. Viele von ihnen werden durch Polizei und die Naturschutzbehörde BKSDA (Balai Konservasi Sumber Daya Alam) aus privater Gefangenschaft konfisziert und in die Obhut der Stiftung gegeben. Andere kommen zu BOS, nachdem sie auf Ölpalmenplantagen oder in der Nähe von Siedlungen aufgegriffen wurden. Darunter sind oft verwaiste Jungtiere, deren Mütter getötet wurden oder anderweitig umgekommen sind.

### Rehabilitation von Orang-Utans
Unter Rehabilitation sind hier alle Maßnahmen zu verstehen, die verwaiste, kranke oder verletzte Orang-Utans befähigen, wieder selbständig im Dschungel zu überleben und sich dort auch fortzupflanzen. Die konkreten Maßnahmen sind abhängig vom Alter und Gesundheitszustand des einzelnen Tieres.
Lediglich diejenigen Tiere, die zu alt oder zu krank für ein Leben in freier Wildbahn sind, werden dauerhaft in den Stationen gehalten. Bei allen Übrigen ist es das Ziel, sie wieder auszuwildern.
Orang-Utans, die als erwachsene oder fast erwachsene Tiere aus der Wildnis zu BOS kommen, werden nach einem Gesundheitscheck umgehend in andere Waldgebiete umgesiedelt (Translocation). Die notwendigen Fähigkeiten für ein Leben in der Wildnis bringen sie bereits mit.
Orang-Utans im Alter von drei bis fünf Jahren, die zumindest grundlegende Fertigkeiten für ein Überleben im Wald besitzen, werden in den Stationen medizinisch versorgt und in ihrem natürlichen Verhalten unterstützt. Diese Tiere können sich relativ schnell wieder an ihre natürliche Umgebung gewöhnen.

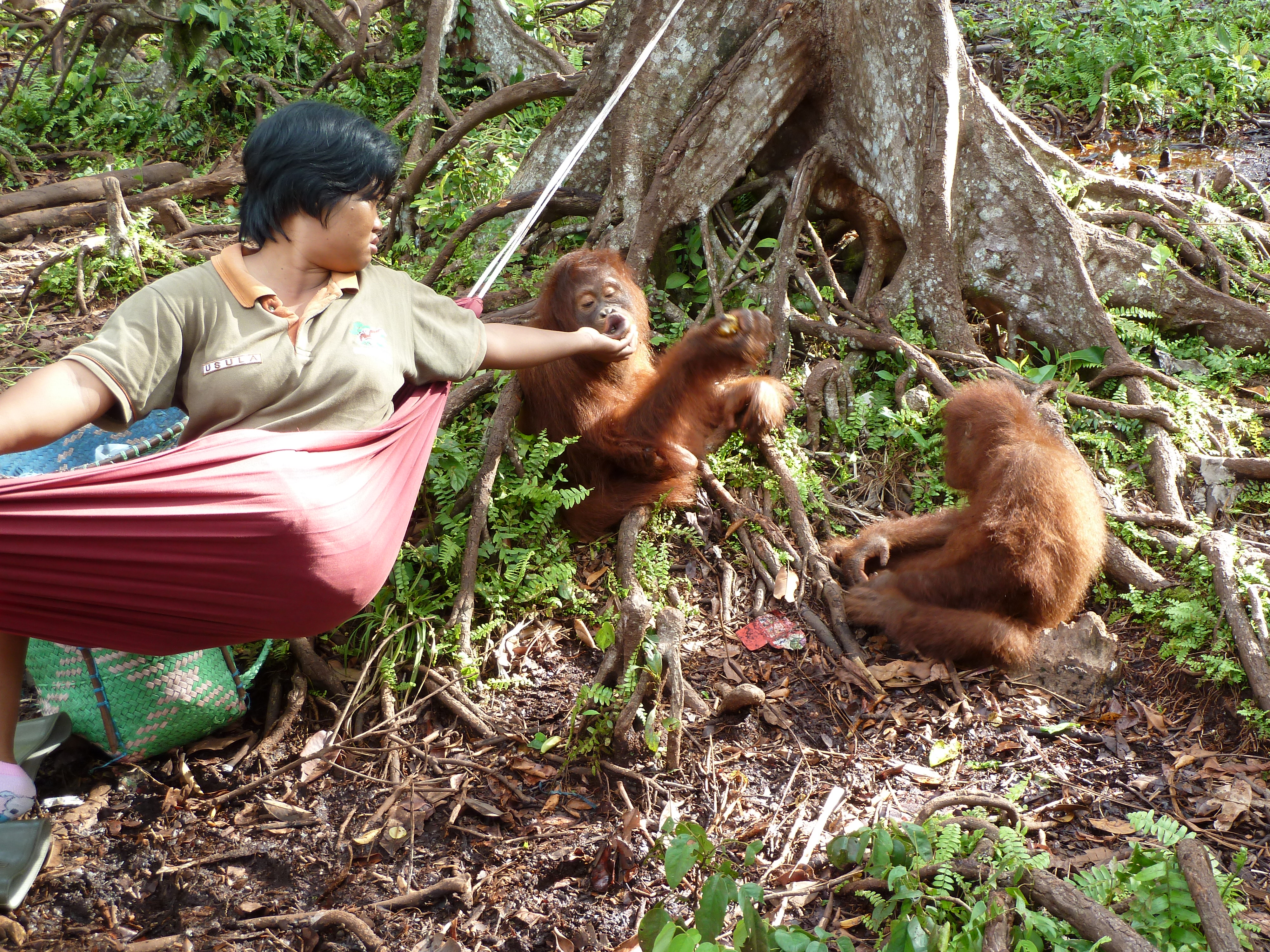
Junge Orang-Utans in der Waldschule von BOS

Verwaiste Jungtiere im Babyalter dagegen, die noch völlig von ihrer Mutter abhängig wären, werden in einem in der Regel sechs- bis siebenjährigen Training (entsprechend der Betreuungszeit von sechs bis acht Jahren durch die Mutter unter natürlichen Bedingungen) auf ein Leben in ihrem natürlichen Habitat vorbereitet. Notwendige Fähigkeiten der Orang-Utans sind zum Beispiel das Erkennen und Auffinden essbarer Pflanzen und Früchte, das Erkennen giftiger Tiere und Pflanzen, der Bau von Schlafnestern, effiziente und sichere Kletter- und Fortbewegungstechniken in den Baumkronen, Orientierung im Wald, soziale Interaktionen mit Artgenossen und anderes. Ebenso bedürfen besonders diese sehr jungen Orang-Utans intensiver emotionaler Zuwendung durch das menschliche Pflegepersonal (sogenannte Baby Sitters), zumal sie durch den oft gewaltsamen Tod der Mutter meist auch traumatisiert sind.
Während des Rehabilitationsprozesses durchlaufen die Jungtiere verschiedene Lernstufen und leben in Gruppen, getrennt nach Alter und Entwicklungsstand. BOS nutzt bei den Stationen jeweils kleine Waldstücke als „Waldschulen“, in denen die jungen Affen tagsüber für ein Leben in der Wildnis „ausgebildet“ werden. Ihre letzte Station bis zur Auswilderungsbefähigung sind Flussinseln, in denen die Tiere dann schon fast unter natürlichen Bedingungen leben. Inzwischen leben rund 150 Orang-Utans vorübergehend auf den Flussinseln und lernen die notwendigen Fertigkeiten, um bald wieder in den Regenwald zurückzukehren.

### Waldsicherung und -management
Grundvoraussetzung für die Auswilderung von Orang-Utans ist das Vorhandensein von Waldgebieten, die bestimmten Mindestkriterien gerecht werden:
- ausreichend Nahrungspflanzen, z. B. Flügelfruchtgewächse
- ausreichend großes Territorium
- Schutz vor Abholzung oder Brandrodung, generell langfristiger Schutzstatus
- keine Konkurrenz zu eventuell schon in den Schutzgebieten lebenden Orang-Utan-Populationen.

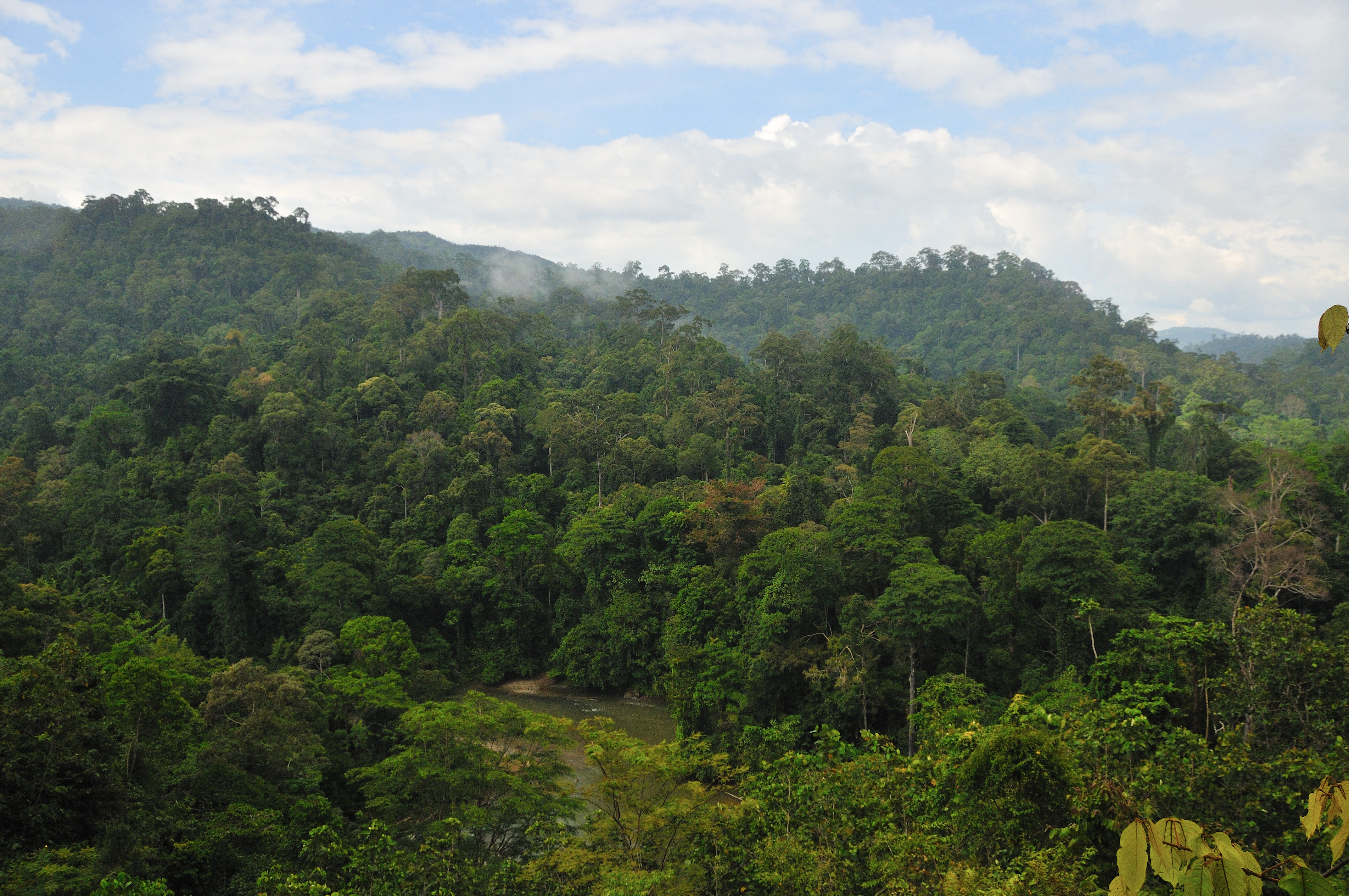
Auswilderungsgebiet Kehje Sewen

Waldgebiete, die alle diese Bedingungen erfüllen, sind im heutigen Borneo schwer zu finden, daher war es für die BOS Foundation lange Zeit kaum möglich, Orang-Utans auszuwildern. Zudem kann Land in größerem Umfang nach indonesischem Recht nicht als Privateigentum erworben werden, sondern verbleibt grundsätzlich beim Staat. Der Staat vergibt allerdings verschieden definierte Nutzungskonzessionen, verpachtet das Land also gegen Entgelt zu in der Regel kommerziellen Zwecken wie Holzeinschlag oder der Anlage von Plantagen. Allerdings gibt es seit 2008 die Möglichkeit, eine Konzession speziell für Naturschutzzwecke (Eco System Restauration Concession) zu erwerben. Diese ist rechtlich einer kommerziellen Konzession gleichgestellt und kann nur von Unternehmen erworben werden. Aus diesem Grund hat die BOS Foundation die Firma PT Restorasi Habitat Orangutan Indonesia (PT RHOI) gegründet, die technisch für die Auswilderungen und Auswilderungsgebiete verantwortlich ist.
Der Erwerb der genannten Naturschutzkonzession ist auf 60 bis 90 Jahre angelegt; weitere Auswilderungsgebiete dieser Art sollen folgen. Zudem schließt die BOS Foundation auch Abkommen mit privaten Konzessionshaltern sowie nutzt Auswilderungsmöglichkeiten in schon bestehenden staatlichen Schutzgebieten.

### Auswilderung
Ein wichtiger Aspekt aller Auswilderungs- und Schutzvorhaben ist die Akzeptanz der lokalen Bevölkerung. Außer Informationsveranstaltungen werden Trainings z. B. für einkommensschaffende Maßnahmen initiiert sowie ortskundige Personen als Ranger angestellt. Die eigentliche Auswilderung der Orang-Utans im Schutzwald ist darüber hinaus mit einem erheblichen logistischen und finanziellen Aufwand verbunden. So müssen in den abgelegenen Auswilderungsgebieten Stationen für Ranger, Veterinäre und Wissenschaftler einschließlich der notwendigen Versorgungsinfrastruktur bereitgestellt werden.
Für den Transport der Tiere werden Flugzeuge oder Hubschrauber organisiert, mitunter müssen auch provisorische Hubschrauberlandeplätze angelegt werden.

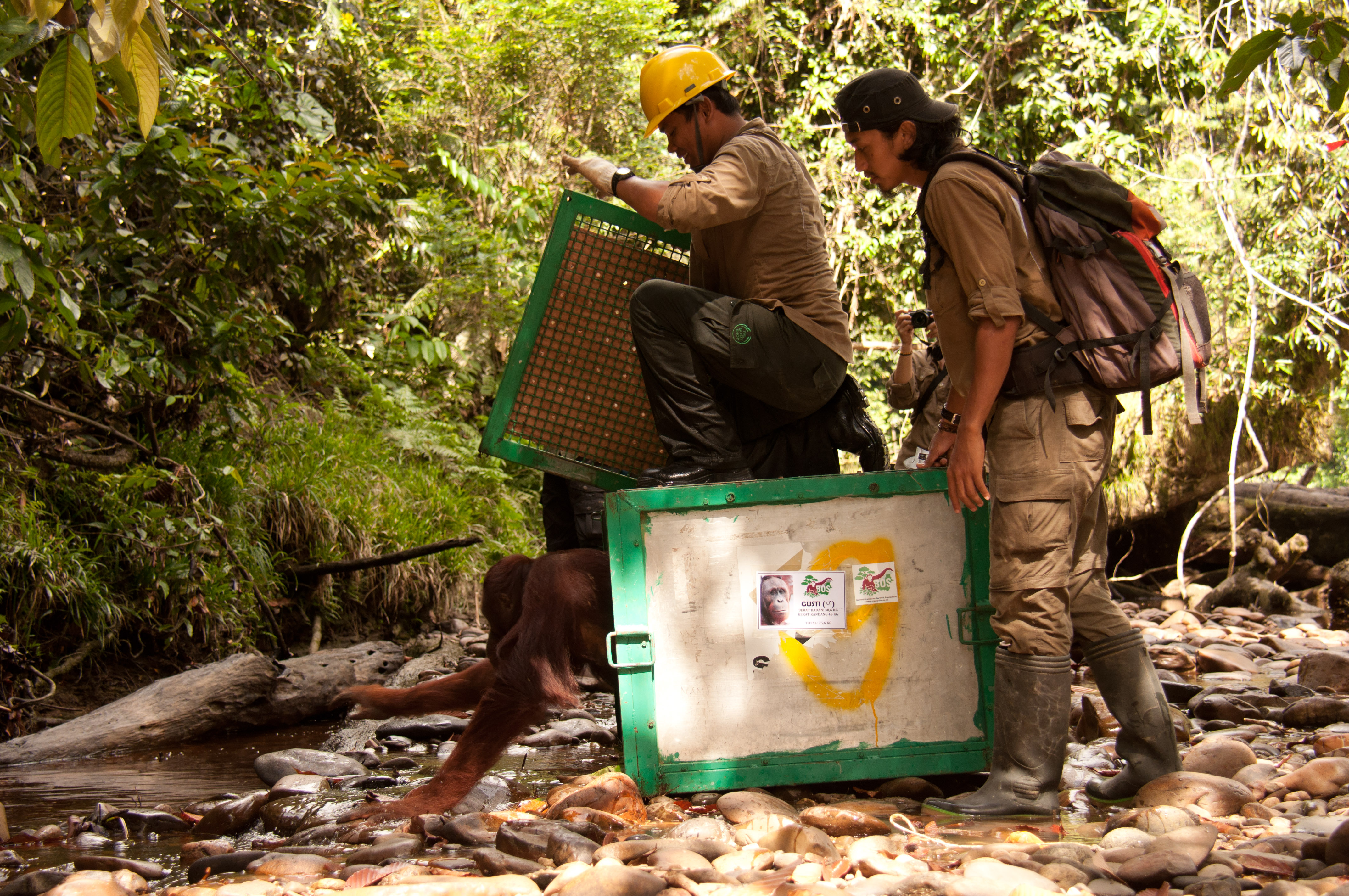
Auswilderung eines Orang-Utans

Die auszuwildernden Tiere werden noch in den Stationen geimpft und umfangreichen Gesundheitschecks unterzogen. Nach erfolgter Auswilderung wird jedes Individuum wenigstens ein Jahr lang beobachtet, durch Sichtkontakt und über in die Haut implantierte Mini-Sender. Bei den Auswilderungen zu Beginn des Jahres 2021 konnten 10 Tiere in die Freiheit entlassen werden. Im Zeitraum Februar 2012 bis April 2014 wurden zwei Geburten und elf Todesfälle registriert. Weitere Auswilderungen sind in Planung. Insgesamt konnten seit der Gründung der Stiftung über 500 Orang-Utans in geschützte Regenwaldgebiete ausgewildert werden.

### Aufforstung
Von 2001 bis 2011 unternahm die Stiftung auch umfangreiche Aufforstungen im Gebiet Samboja Lestari nahe der Hafenstadt Balikpapan. Seit 2011 sind die Aufforstungen im Wesentlichen abgeschlossen, und die Arbeit der BOS Foundation konzentriert sich in Samboja Lestari auf Erhaltungsmaßnahmen und die Pflege der dort untergebrachten Tiere (Orang-Utans und Malaienbären). Für Auswilderungen von Orang-Utans ist das Gebiet mit ca. 1800 ha jedoch zu klein.

### Malaienbären
Die etwa 50 Malaienbären von Samboja Lestari stammen durchweg aus nicht artgerechter Privathaltung und können in aller Regel nicht mehr ausgewildert werden. Die Bären sind zu sehr an Menschen gewöhnt und würden die Nähe menschlicher Siedlungen suchen, was ernste Konflikten nach sich zöge.

### Community Development
Parallel zur Rehabilitation verwaister junger Orang-Utans und der Sicherung ihres Lebensraums kooperiert BOS mit lokalen Gemeinschaften. Zusammen mit dem Dorf Mangkatip in Zentralkalimantan wurde 2017 ein Pilotprojekt entwickelt und durchgeführt. Bestandteile dieses und weiterer Folgeprojekte in der Region waren unter anderem Kartierungsanleitungen zur Untermauerung gesetzlicher Nutzungsansprüche durch die Dorfgemeinschaft, Ausbildung und Finanzierung hinsichtlich Feuerbekämpfung, Brunnenbau und Entwicklung möglicher zukünftiger Einkommensquellen (z. B. Rattan-Anbau, Gemüsegärten, Kautschukproduktion, neue Gewerbemöglichkeiten oder Fischzucht). Weitere Projekte dieser Art sind geplant. Finanziert werden diese Projekte durch private Spenden, öffentliche Geber, Stiftungen und Unternehmen wie z. B. Bengo.

## Mawas-Gebiet
Das Mawas-Gebiet umfasst ein ca. 377.000 Hektar großes Tieflandregenwald-Areal in Zentralkalimantan. „Mawas“ bedeutet Orang-Utan in der Sprache der einheimischen Bewohner, der Dayak. Die Region ist die Heimat einer der letzten größeren Orang-Utan-Populationen von rund 3.000 Tieren sowie vieler anderer bedrohter Tier- und Pflanzenarten. Das Mawas-Projekt ist das größte Projekt der BOS Foundation. 55 Hektar Regenwald werden hier durch das Anpflanzen von 55.000 Baumsetzlingen aufgeforstet. Insgesamt sollen 70.000 Hektar mit ein Millionen Baumen aufgeforstet werden. Neben der Aufforstung soll die Wiedervernässung des Torfbodens, die Wiederherstellung der Biodiversität und durch die Einbindung der ansässigen Bewohner, der langfristige Schutz des Gebiets gesichert werden.
Die Stiftung war zusammen mit australischen und anderen internationalen Akteuren am Projekt Kalimantan Forest Carbon Partnership (KFCP) zur Entwicklung und Umsetzung des REDD-Programms zur Verringerung der globalen Entwaldungstendenzen beteiligt. Unter anderem Nutzungskonflikte mit der einheimischen Bevölkerung führten jedoch dazu, dass das KFCP-Projekt eingestellt wurde. Nach wie vor betreibt die BOS Foundation das Forschungszentrum Camp Tuanan. Dort betreiben indonesische und internationale Wissenschaftler Verhaltensbeobachtungen an wildlebenden Orang-Utans und andere Forschungsprojekte.

## Kritik
Einige der ansässigen Dayak beklagen, durch den strengen Schutz des Waldes im Umfeld der Station und das damit verbundene Betretungsverbot werde ihnen die Möglichkeit genommen, ebenfalls vom dort vorhandenen Naturreichtum zu profitieren. Das Schutzprojekt der Borneo Orangutan Survival Foundation sei demnach ein „Elitenprojekt“, in dem das Leben der Tiere höher wiegt als das der verarmten, ansässigen Landbevölkerung.